# Forellen
Forellen bezeichnet verschiedene Fische der Gattungen Salmo, Salvelinus und Oncorhynchus aus der Familie der Lachsfische (Salmonidae) innerhalb der Ordnung der Lachsartigen. Darunter fallen insbesondere:
- die atlantische Forelle (Salmo trutta) mit ihren Unterarten Bachforelle, Meerforelle und Seeforelle
- die Anatolische Forelle (Salmo platycephalus)
- die Dolly-Varden-Forelle (Salvelinus malma)
- die Mittelmeer-Bachforelle oder Korsikaforelle (Salmo cettii)
- die Regenbogenforelle (Oncorhynchus mykiss)
- die Stierforelle (Salvelinus confluentus)